# Gran Premi d'Espanya de Motocròs 250cc 1973
L'edició de 1973 del Gran Premi d'Espanya de Motocròs 250cc fou la 12a d'aquesta prova. Organitzat per la Penya Motorista 10 x Hora, el Gran Premi era la primera prova del Campionat del Món d'aquell any i tingué lloc el cap de setmana del 7 i 8 d'abril al Circuit del Vallès, en terrenys de l'antiga Mancomunitat Sabadell-Terrassa (actualment dins el terme municipal de Terrassa). Hi participaren 55 pilots de 18 països diferents (quatre dels quals catalans) i hi assistiren 40.000 espectadors.
Aquella edició ha passat a la història del motocròs pel debut espectacular de Jim Pomeroy al manillar d'una Bultaco Pursang MK6. A només 20 anys i essent un autèntic desconegut a Europa, el nord-americà guanyà la primera mànega del seu primer Gran Premi amb gran autoritat i acabà segon absolut de la prova, empatat amb el guanyador Hans Maisch (però a 7 segons de diferència). Pomeroy aconseguí aquell dia diverses fites: era el pilot més jove a guanyar una mànega d'un Gran Premi de motocròs, el primer nord-americà a aconseguir-ho i el primer pilot a guanyar en un Gran Premi el dia del seu debut. Pomeroy era també el primer a guanyar una mànega amb moto catalana i, atès que sortí del Vallès amb més punts que Maisch, el primer nord-americà a liderar el Campionat del Món de motocròs.

## Entrenaments
Les sorpreses de la tanda d'entrenaments de dissabte varen ser el fluix resultat del Campió del Món Joël Robert i, especialment, el segon millor temps aconseguit per Jim Pomeroy (fins i tot es va arribar a pensar que havia estat un error de cronometratge).
| Posició | No. | Pilot               | Motocicleta | Temps  |
| ------- | --- | ------------------- | ----------- | ------ |
| 1       | 46  | Håkan Andersson     | Yamaha      | 2:30.3 |
| 2       | 26  | Jim Pomeroy         | Bultaco     | 2:31.7 |
| 3       | 54  | Pavel Rulev         | KTM         | 2:32.0 |
| 4       | 55  | Evgeny Ribaltchenko | ČZ          | 2:32.0 |
| 5       | 1   | Joël Robert         | Suzuki      | 2:34.6 |
| 6       | 28  | Kalevi Vehkonen     | Montesa     | 2:35.5 |

## Curses

### Primera mànega
Havent aconseguit una posició entre els 10 millors a la graella de sortida, Pomeroy va guanyar aquella mànega després d'haver-ne pres el comandament a pocs metres de la sortida, un cop va haver avançat tots els pilots en el primer revolt (el qual va agafar per l'exterior, fent servir la seva experiència en flat track).

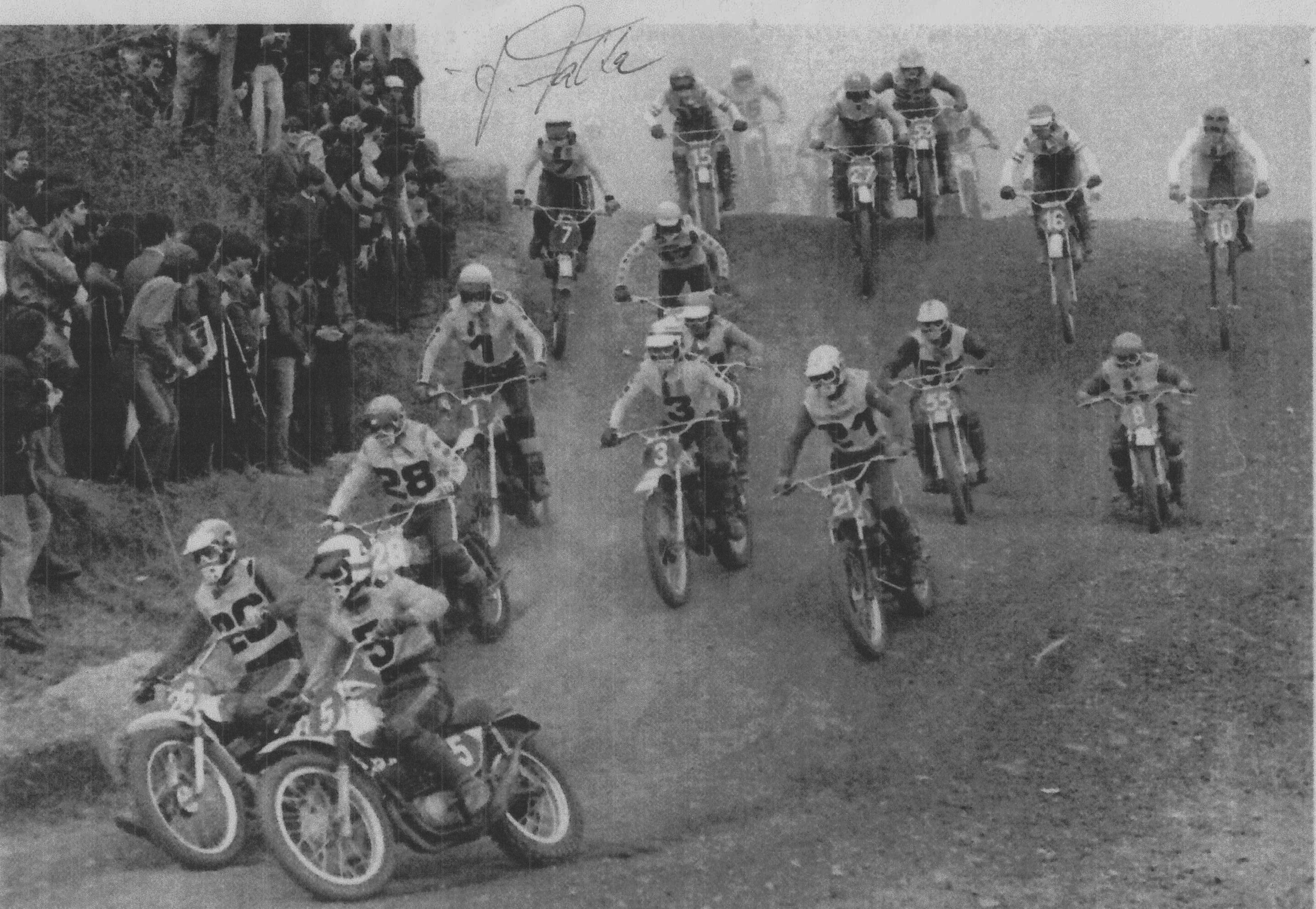
Sortida de la primera mànega. Jim Pomeroy (26) encapçala el revolt immediat a la pujada dels pins.

| Posició | No. | Pilot               | Motocicleta |
| ------- | --- | ------------------- | ----------- |
| 1       | 26  | Jim Pomeroy         | Bultaco     |
| 2       | 6   | Hans Maisch         | Maico       |
| 3       | 27  | Heikki Mikkola      | Husqvarna   |
| 4       | 47  | Torleif Hansen      | Kawasaki    |
| 5       | 4   | Adolf Weil          | Maico       |
| 6       | 46  | Håkan Andersson     | Yamaha      |
| 7       | 15  | Jaroslav Falta      | ČZ          |
| 8       | 14  | Miroslav Halm       | CZ          |
| 9       | 55  | Evgeny Ribaltchenko | CZ          |
| 10      | 28  | Kalevi Vehkonen     | Montesa     |

### Segona mànega
| Posició | No. | Pilot               | Motocicleta |
| ------- | --- | ------------------- | ----------- |
| 1       | 4   | Adolf Weil          | Maico       |
| 2       | 46  | Håkan Andersson     | Yamaha      |
| 3       | 6   | Hans Maisch         | Maico       |
| 4       | 26  | Jim Pomeroy         | Bultaco     |
| 5       | 28  | Kalevi Vehkonen     | Montesa     |
| 6       | 53  | Alexej Kibirin      | ČZ          |
| 7       | 55  | Evgeny Ribaltchenko | CZ          |
| 8       | 14  | Miroslav Halm       | CZ          |
| 9       | 54  | Pavel Rulev         | KTM         |
| 10      | 3   | Gaston Rahier       | Suzuki      |

## Classificació final

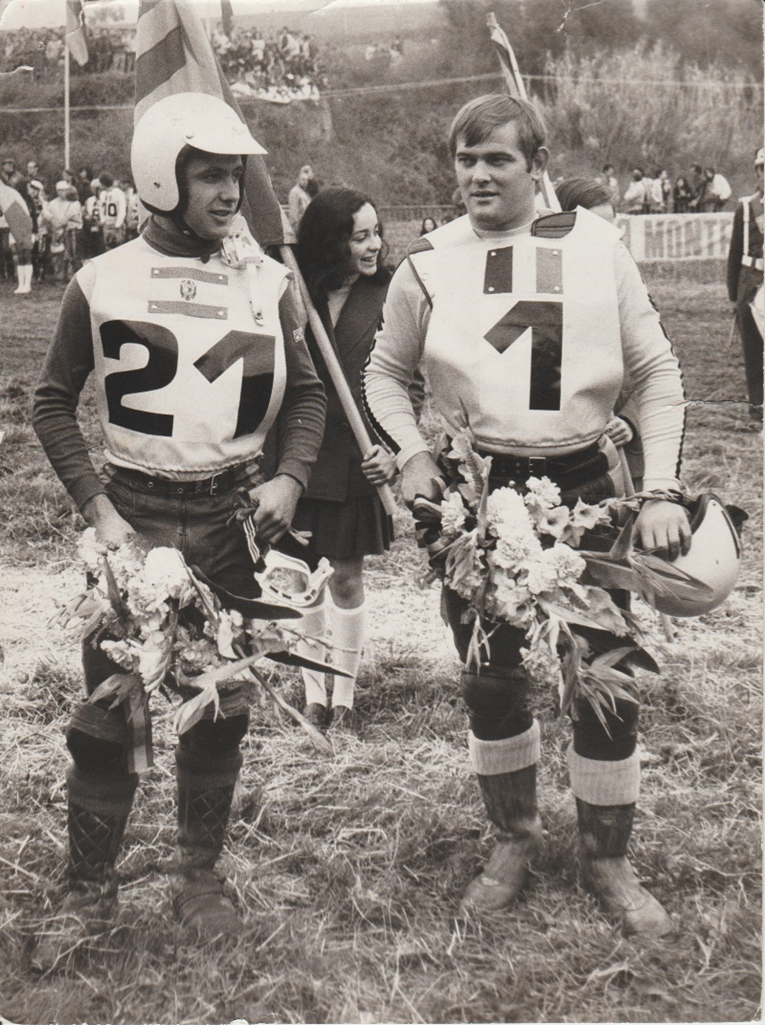
Domingo Gris (21) i Joël Robert (1) durant la presentació dels pilots

| Posició | Pilot               | Motocicleta | Punts (GP) | Punts (Mundial) |
| ------- | ------------------- | ----------- | ---------- | --------------- |
| 1       | Hans Maisch         | Maico       | 5          | 22              |
| 2       | Jim Pomeroy         | Bultaco     | 5          | 23              |
| 3       | Adolf Weil          | Maico       | 6          | 21              |
| 4       | Håkan Andersson     | Yamaha      | 8          | 17              |
| 5       | Kalevi Vehkonen     | Montesa     | 15         | 7               |
| 6       | Evgeny Ribaltchenko | ČZ          | 16         | 6               |
| 7       | Miroslav Halm       | ČZ          | 16         | 6               |
| 8       | Alexej Kibirin      | ČZ          | 19         | 5               |
| 9       | Pavel Rulev         | KTM         | 21         | 2               |
| 10      | Gaston Rahier       | Suzuki      | 24         | 1               |

1. 1 2  L'empat a 5 punts entre Pomeroy (1+4) i Maisch (2+3) es resolgué pel còmput global de temps, favorable a l'alemany per només 7 segons (1h32:46 de Maisch contra 1h32:53 de Pomeroy).

## El controvertit resultat final
Tot i que Jim Pomeroy estava embadalit amb el seu segon lloc al podi del Vallès, fou Hans Maisch qui va guanyar la competició aquell dia i va tornar a casa amb el trofeu del guanyador. La victòria de Maisch, però, causà una certa controvèrsia pel fet que, amb el nou reglament de la FIM a la mà, l'hi hauria d'haver correspost a Pomeroy. Dos dies més tard, la pròpia FIM corregí l'error i rescabalà l'americà tot declarant-lo vencedor del Gran Premi d'Espanya de 1973. Actualment, nombroses fonts especialitzades assenyalen Jim Pomeroy com a guanyador d'aquell Gran Premi i neguen, doncs, l'única victòria en Gran Premi de la seva carrera a Hans Maisch.
De fet, l'endemà del Gran Premi es va constatar que els organitzadors havien comès un greu error en comptar els punts: l'hivern de 1972, la FIM havia canviat el sistema de puntuació per a decidir la classificació dels participants en un Gran Premi. Fins aleshores, el guanyador era qui menys punts obtenia en el còmput de les dues mànegues, atorgant-se'n un al primer, dos al segon, tres al tercer, etc. Amb la nova normativa, però, els punts que calia computar eren els obtinguts de cara al mundial en cada mànega (15 al primer, 12 al segon, 10 al tercer, 8 al quart, etc.) i guanyava qui més n'aconseguia. Per alguna raó, aquest canvi no va arribar a la RFME i els comissaris encarregats de les classificacions aplicaren el barem anterior que, a causa de l'empat entre Pomeroy i Maisch a 5 punts, va donar la victòria a l'alemany per l'avantatge de set segons en el còmput global de temps. Si s'hagués aplicat el nou sistema de recompte, Pomeroy hagués guanyat el Gran Premi amb 23 punts pels 22 de Maisch.
Uns dies després, es va corregir la situació i Jim Pomeroy va ser declarat oficialment el guanyador del Gran Premi d'Espanya de 250cc (el 12 d'abril de 1973, la revista Motor Cycle News en publicava la notícia). Hans Maisch, però, va conservar el trofeu que havia guanyat. Força anys més tard, un grup d'amics de l'americà, comandats pel seu germà Ron, van anar a Barcelona i li'n van demanar una rèplica al fabricant del trofeu original, la qual lliuraren per sorpresa a Jim Pomeroy el 2003, trentè aniversari de la seva fita, durant la Chehalis Classic AHRMA National (una competició de motocicletes clàssiques als EUA). La rèplica del trofeu costà 3.000 dòlars, els quals foren sufragats per més de 78 pilots i clubs de motociclisme entre els quals hi havia Raymond Boven, Dick Mann i Brad Lackey. Tres anys més tard de l'acte de desgreuge, el 2006, Jim Pomeroy es va morir en un accident de trànsit al comtat de Yakima, Washington.